# Gare de Laon
Gare de Laon vasútállomás Franciaországban, Laon településen.

## Vasútvonalak
Az állomást az alábbi vasútvonalak érintik:
- La Plain-Hirson-vasútvonal
- Reims-Laon-vasútvonal
- Amiens-Laon-vasútvonal
- Ligne de Laon à Liart
- railway line Laon to Le Cateau

## Kapcsolódó állomások
A vasútállomáshoz az alábbi állomások vannak a legközelebb:
- Gare d’Anizy - Pinon
- Gare de Marle-sur-Serre
- Gare de Barenton-Bugny
- Gare de Voyenne
- Gare de Clacy - Mons
- Gare de Crépy - Couvron
- Gare de Coucy-lès-Eppes